# Bathyceramaster
Genre
Bathyceramaster est un genre d'étoiles de mer abyssales de la famille des Goniasteridae. Il a été décrit en 2016 par Christopher L. Mah (d). 

## Liste d'espèces
Selon World Register of Marine Species (6 novembre 2016) :
- Bathyceramaster careyi Mah, 2016
- Bathyceramaster elegans (Ludwig, 1905)
- Bathyceramaster inornata Mah, 2022
- Bathyceramaster kelliottae Mah, 2024
- Bathyceramaster smithi (Fisher, 1913)
- Bathyceramaster teres Mah, 2022

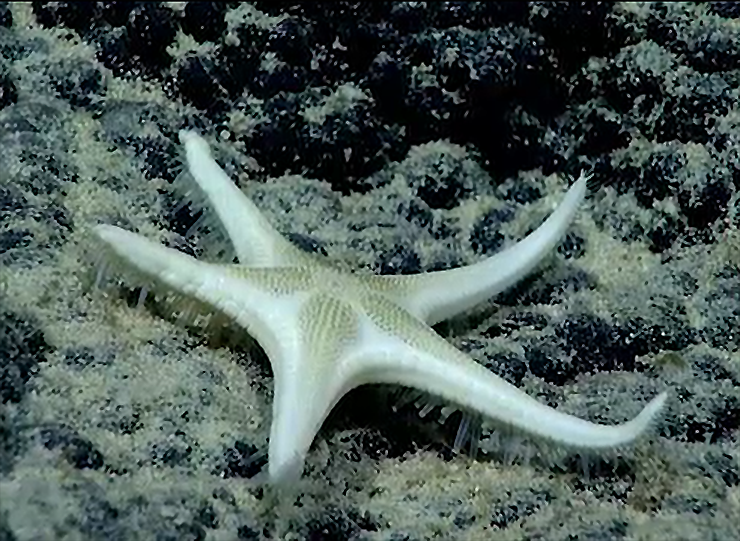
Bathyceramaster inornata
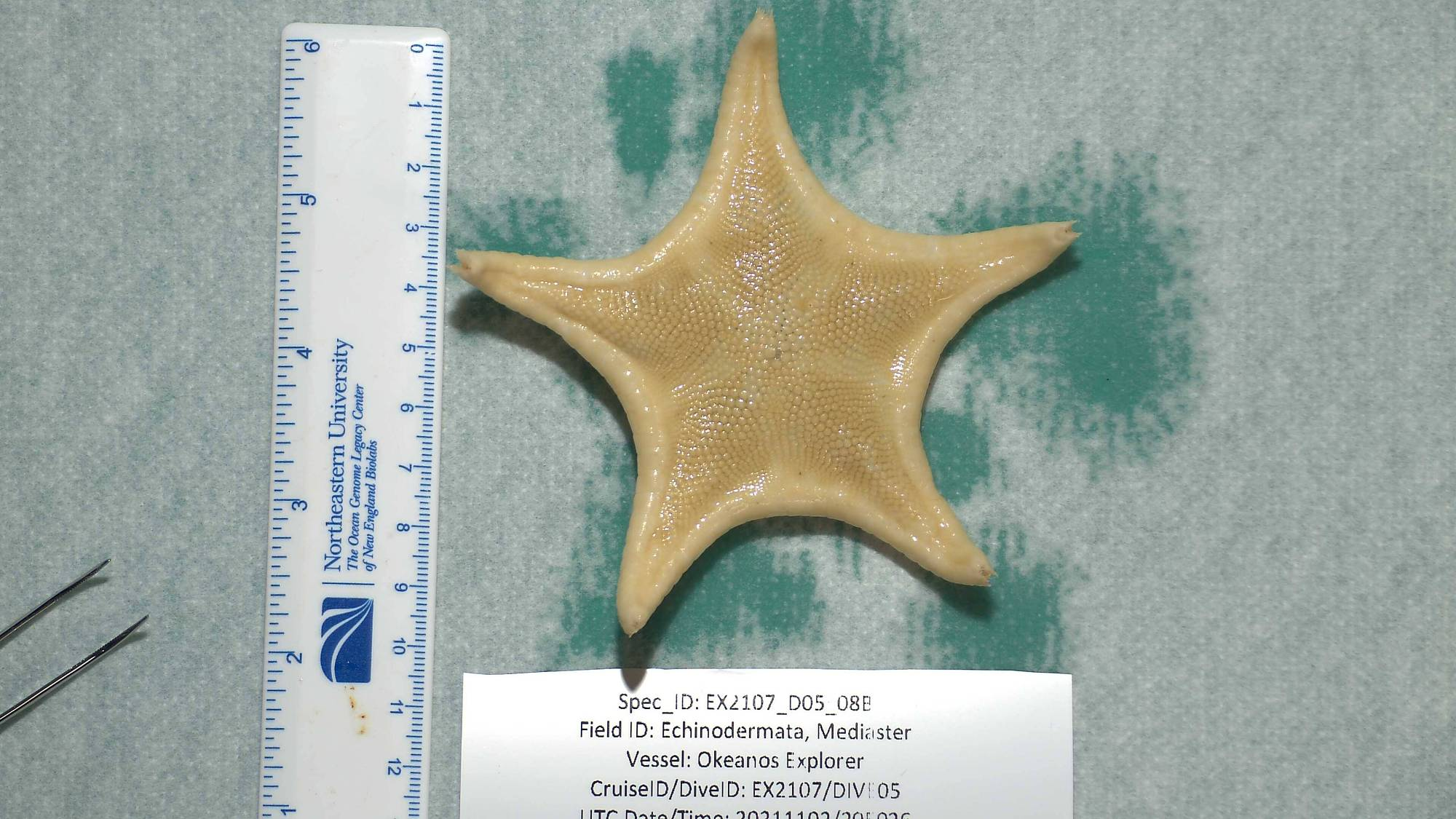
Bathyceramaster kelliottae
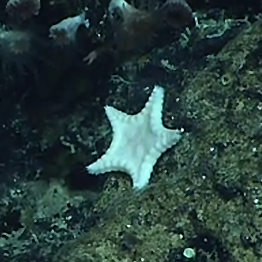
Bathyceramaster smithi
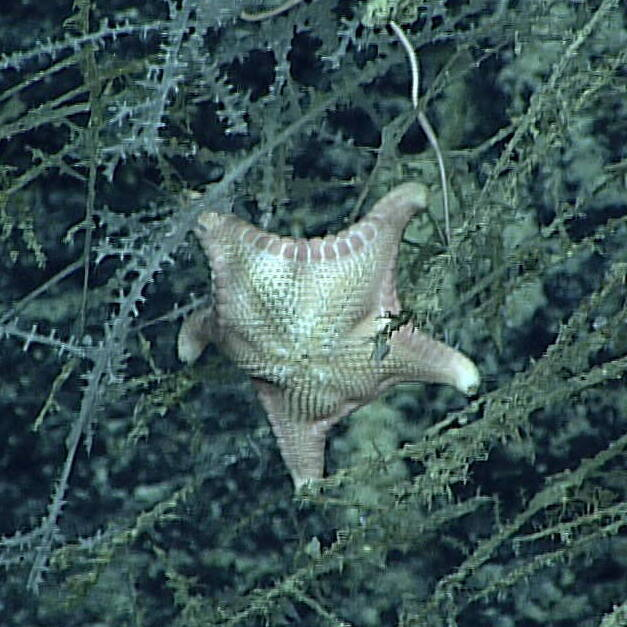
Bathyceramaster teres

## Habitat et répartition
Les deux espèces vivent dans les abysses de l'océan Pacifique Est, à plusieurs milliers de mètres de profondeur.

## Publication originale
- (en) Christopher Mah, « Deep-sea (>1000 m) Goniasteridae (Valvatida; Asteroidea) from the North Pacific, including an overview of Sibogaster, Bathyceramaster n. gen. and three new species », Zootaxa, vol. 4175, no 2,‎ 2016 (DOI https://dx.doi.org/10.11646/zootaxa.4175.2.1, lire en ligne).